# Длиннохвостый пёстрый голубь
Длиннохвостый пёстрый голубь (лат. (Ptilinopus magnificus = Megaloprepia magnificus) — птица из семейства Голубиные.

## Описание

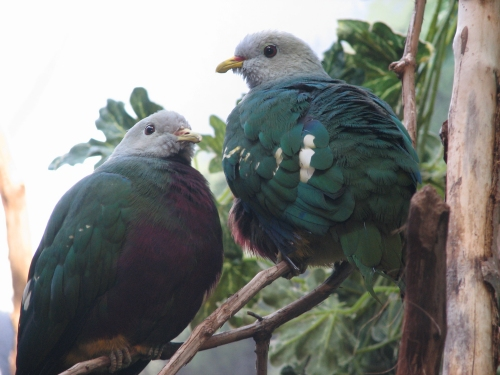
Пара голубей

Длина дела 29—45 см. Вес 175—220 грамм. Молодые птицы отличаются более тусклой окраской.

## Ареал
Новая Гвинея, прибрежная зона восточной и северо-восточной Австралии. Выделяют 8 подвидов, самые крупные из которых обитают в южной части ареала и в низменных районах Новой Гвинеи.

## Образ жизни
Оседлый вид. Дождевые леса, зимой встречается в эвкалиптовых лесах и на возделываемых землях. Исключительно древесная птица. В поисках пищи предпринимает миграции. Гнездо сооружают на деревьях. В кладке только одно яйцо белого цвета.